# Aéroport international de Nogales
L'aéroport international de Nogales (code IATA : NOG • code OACI : MMNG • code DGAC M. : NOG) est un aéroport international situé à Nogales, dans l'État de Sonora, au nord du Mexique, près de la frontière américano-mexicaine. Il gère le trafic aérien national et international pour la ville de Nogales. Il est exploité par Aeropuertos y Servicios Auxiliares, une société appartenant au gouvernement fédéral. 

## Statistiques
En 2017, l'aéroport a traité 2 228 passagers et, en 2018, 2 191 passagers. 
Pour des raisons techniques, il est temporairement impossible d'afficher le graphique qui aurait dû être présenté ici.

Voir la requête brute et les sources sur Wikidata.

## Voir également
- Liste des aéroports les plus fréquentés au Mexique